# Фармакониси
Фармакони́си (Фармако, Фармаконисион, греч. Φαρμακονήσιον) — небольшой обитаемый остров в Греции, в архипелаге Додеканес (Южные Спорады). Расположен к востоку от острова Лерос, от которого отделён проливом Фармако, у входа в залив Мандалья (Гюллюк) Эгейского моря. Наивысшая точка — гора Мандравеккья высотой 107 м над уровнем моря. Административно относится к общине Лерос в периферии Южные Эгейские острова. Население 10 человек по переписи 2011 года.
На восточной стороне острова находится гавань Фармако. На острове находится церковь Святого Георгия (Сан-Джорджо).

## История
В древности назывался Фармакусса (др.-греч. Φαρμακοῦσσα).
У острова Фармакусса киликийские пираты, давно промышлявшие в Восточном Средиземноморье, взяли в плен Гая Юлия Цезаря, направлявшегося из Рима после неудачи процесса над Антонием в 75 году до н. э. на Родос к известному ритору Аполлонию Молону — наставнику Цицерона. Пираты удерживали Цезаря около 40 дней до получения выкупа в 50 талантов (300 тысяч римских денариев) из Милета, который был расположен в 120 стадиях к северо-востоку. Античные авторы красочно описывают пребывание Гая на острове: якобы он шутил с похитителями и декламировал им поэмы собственного сочинения. Выкуп предоставили малоазиатские города. После того, как послы городов Азии выкупили Цезаря, он немедленно снарядил флот и вернулся из Милета к острову, где застал пиратов, стоявших на якорной стоянке. Цезарь пленил пиратов и захватил их богатства. Пленников Цезарь отправил в тюрьму в Пергам и отправился в Милет к претору Марку Юнку, римскому наместнику Азии. Гай просил Юнка судить и наказать пленников, но тот отказался, сославшись на занятость. После этого Цезарь отправился в Пергам, где сам организовал казнь пиратов — они были распяты на крестах.
В итальянский период остров назывался Фармако (итал. Farmaco).